# Laurence Graff
Laurence Graff (* 1938 in London) ist ein britischer Unternehmer und Juwelier.

## Leben
Graff wurde in London als Sohn einer jüdischen Familie geboren. 1960 gründete er das Juwelierunternehmen Graff Diamonds. Mit 24 Jahren eröffnete er 1962 in Hatton Garden, dem historischen Stadtbezirk für Juwelenhandel in London, seine ersten beiden Juweliergeschäfte. Zu seinen bedeutendsten Kunden gehört Hassanal Bolkiah aus Brunei. Im Laufe der Jahre handelte er mit so bedeutenden Schmuckstücken wie dem Idol’s-Eye-Diamanten, dem Emperor-Maximillian-Diamanten, dem Porter-Rhodes-Diamanten, dem Windsor-Diamanten, dem Hope-of-Africa-Diamanten, dem Begum-Blue-Diamanten, dem Paragon-Diamanten, dem Star-of-America-Diamanten, dem Golden-Star-Diamanten oder dem Lesotho-Promise-Diamanten. Nach Angaben des US-amerikanischen Forbes Magazine gehört Graff zu den reichsten Briten. 2008 erwarb seine Firma den Blauen Wittelsbacher-Diamanten. Graff schliff den historischen Diamanten um, was internationale Kritik hervorrief. Im Sommer 2017 kaufte Graff Diamonds den Lesedi-La-Rona-Diamanten für 53 Millionen Dollar (45 Millionen Euro).
Graff ist seit 1962 verheiratet und hat drei Kinder.